# Museu Arqueológico de Granada
O Museu Arqueológico de Granada é um museu arqueológico situado no bairro histórico do Albaicín, em Granada, Espanha. Desde 1941 que se encontra instalado na Casa de Castril, um dos mais belos palácios renascentistas de Granada, construído na primeira metade do século XVI.
As coleções do museu abarcam achados arqueológicos do Paleolítico e Neolítico encontrados na província de Granada, bem como peças iberas, fenícias, romanas e árabes.

## História
É um dos museus arqueológicos mais antigos de Espanha, juntamente com os de Barcelona e Valladolid. Nasceu como um gabinete de antiguidades da Comissão de Monumentos de Granada em 1842, dirigido pelo pintor e arqueólogo Manuel Gómez-Moreno González, que recolheu os primeiros achados descobertos na Medina Elvira, datados dos séculos VIII a XI e outras peças de diversas épocas que foram doados aquela comissão. Em 1879 foi criado o Museu Arqueológico Provincial de Granada, constituindo-se a sua primeira coleção com os fundos da Comissão de Monumentos de Granada. Tinha então duas secções: uma de arqueologia e outra de belas artes.
O museu teve várias localizações até ser instalado na localização atual, compartilhando as suas instalações com a Comissão de Monumentos. Em 1917 foi adquirida a Casa de Castril para ali instalar o museu, a qual foi completamente remodelada entre 1917 e 1941 pelo arquiteto Fernando Wilhelmi Manzano. O Museu de Belas Artes de Granada esteve instalado num pavilhão novo a norte do jardim até ser transferido para o Palácio de Carlos V em 1946. Em 1962 o museu foi ampliado com a aquisição da casa ao lado, que pertenceu ao pintor Rafael Latorre. Em 1980 foi planeada uma nova secção, de etnologia, que nunca chegou a ser aberta.